# Intento de asesinato de Harry S. Truman
El segundo de los dos intentos de asesinato del Presidente de los EE.UU. Harry S. Truman ocurrió el 1 de noviembre de 1950. Fue llevado a cabo por los activistas independentistas puertorriqueño Óscar Collazo y Griselio Torresola, durante la residencia del presidente en la Blair House. El resultado fue la muerte de Torresola y el oficial de la policía de la Casa Blanca Leslie Coffelt. El presidente Harry S. Truman no resultó herido.

## Preludio al intento de asesinato

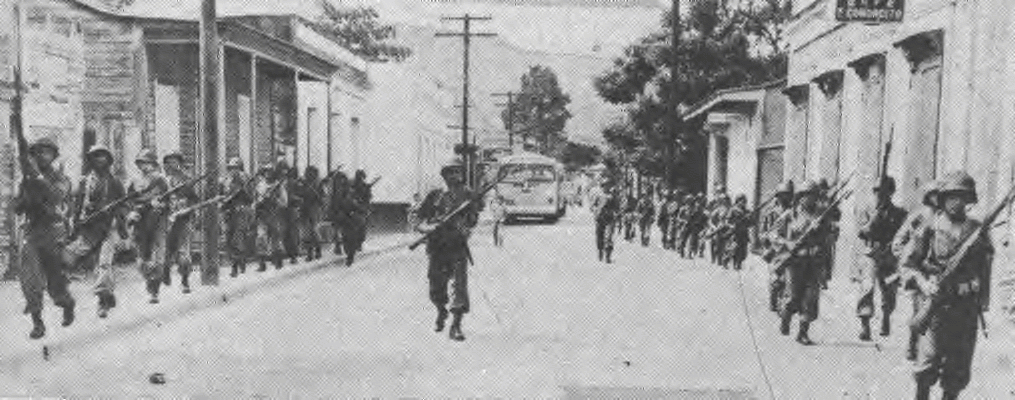
Tropas militares de los EE. UU. llegando a Jayuya.

En la década de 1940, los nacionalistas de Puerto Rico estaban cada vez más enfurecidos con lo que ellos veían como grandes injusticias hacia Puerto Rico. Entre ellas se incluían la inyección de células cancerígenas vivas en pacientes puertorriqueños por parte del Dr. Cornelius P. Rhoads, la Masacre de Ponce, el tiroteo de Vidal Santiago Díaz por cuarenta policías entrenados en EE. UU., los crímenes extrajudiciales de numerosos nacionalistas, el encarcelamiento de Pedro Albizu Campos por su apoyo a la resistencia armada, y el cambio obstaculizante del estatus de Puerto Rico a un autogobierno como "Estado Libre Associado" con condiciones establecidas por EE. UU.
El Partido Popular Democrático de Puerto Rico (PPD) promovió la idea de la creación de un "nuevo" estatus político. De acuerdo con las bases del PPD, el gobierno estadounidense permitía a los puertorriqueños elegir sus propios gobernadores. A cambio, los Estados Unidos seguriían controlando el sistema fiscal, la defensa y las aduanas de la isla y no permitiría a la isla firmar tratados con otros países.
Las leyes de Puerto Rico también estaban supeditadas a la ratificación por el Gobierno federal de los Estados Unidos. Los abogados independentistas de la isla veían este estatus político, llamado "Estado Libre Associado", como una farsa colonialista.

## Ley 53 (Ley de la Mordaza)
En 1948 se aprobó un proyecto de ley ante el Senado de Puerto Rico, el cual restringía los derechos de independencia y los movimientos nacionalistas en la isla. En esta ocasión el senado estaba controlado por el PPD y presidido por Luis Muñoz Marín.
El proyecto, conocido como Ley 53 o Ley de la Mordaza fue aprobada el 21 de mayo de 1949 y entró en vigor el 10 de junio de 1948, por el gobernador electo de Puerto Rico de los EE. UU. Jesús T. Piñero. Se asemejaba enormemente a la anticomunista Ley Smith aprobada en los Estados Unidos, creando un caos en la isla, como hicieron el senador Joseph McCarthy y el Comité de Actividades Antiestadounidenses, en todo el país.
Con esta ley se convertía en delito poseer o mostrar la bandera de Puerto Rico en cualquier lugar, incluso en la propia casa. También pasó a ser delito hablar en contra del gobierno de los Estados Unidos, hablar a favor de la independencia puertorriqueña, imprimir, publicar, vender o exhibir cualquier material con la intención de paralizar o destruir el gobierno insular, u organizar cualquier sociedad, grupo o asamblea de gente con una intención destructiva similar.
Cualquiera que fuera acusado y hallado culpable de desobedecer la ley podría ser sentenciado a diez años de prisión, una multa de 10 000 dólares o ambas.
Según el Dr. Leopoldo Figueroa, miembro del Partido Estadista Puertorriqueño y el único miembro de la Cámara de Representantes de Puerto Rico que no pertenecía al PPD, la ley era represiva y violaba directamente la Primera Enmienda de la Constitución de los Estados Unidos, la cual garantizaba la libertad de expresión.
Figueroa destacó que todo puertorriqueño había sido "garantizado" como ciudadano estadounidense irrevocablemente, para que pudieran luchar en la Primera Guerra Mundial y otros conflictos armados norteamericanos. Así pues, de 1917 en adelante, todo puertorriqueño nacía ya con plena ciudadanía y todas las protecciones constitucionales de los EE. UU. Por ello, la Ley 53 era inconstitucional, puesto que violaba los derechos de la Primera Enmienda en los isleños.

## El levantamiento nacionalista
Como consecuencia directa e inmediata de la Ley 53, se encarceló a cientos de simpatizantes del movimiento independentista, incluyendo miembros del Partido Nacionalista que se oponían a Luis Muñoz Marín, su partido y su ambición política de ser gobernador. Marín ganó las elecciones del 2 de noviembre de 1948 y juró su cargo como el primer gobernador electo de Puerto Rico el 2 de enero de 1949.
De 1949 a 1950 los nacionalistas en la isla comenzaron a planear y preparar una revolución armada. La revolución iba a tener lugar en 1952, en la fecha en que el Congreso aprobara la creación del estatus político de Estado Libre Asociado para Puerto Rico.
Albizu Campos llamó a una revolución armada porque consideraba una farsa el "nuevo estatus político". Campos estableció en la ciudad de Jayuya su centro de operaciones de la revolución debido a su localización, almacenando las armas en la casa de Blanca Canales.
El 26 de octubre de 1950, Albizu Campos estaba dando un mitin en Fajardo cuando recibió la noticia de que su casa en San Juan estaba rodeada por la policía, que quería arrestarle. También se le informó de que la policía ya había arrestado a otros líderes nacionalistas. Huyó de Fajardo y ordenó el inicio de la revolución. El 27 de octubre la policía de la ciudad de Peñuelas interceptó y disparó sobre una caravana de nacionalistas, matando a cuatro. El 30 de octubre, los nacionalistas organizaron levantamientos en las ciudades de Ponce, Mayagüez, Naranjito, Arecibo, Utuado (Grito de Utado), San Juan (Revuelta nacionalista en San Juan) y Jayuya.

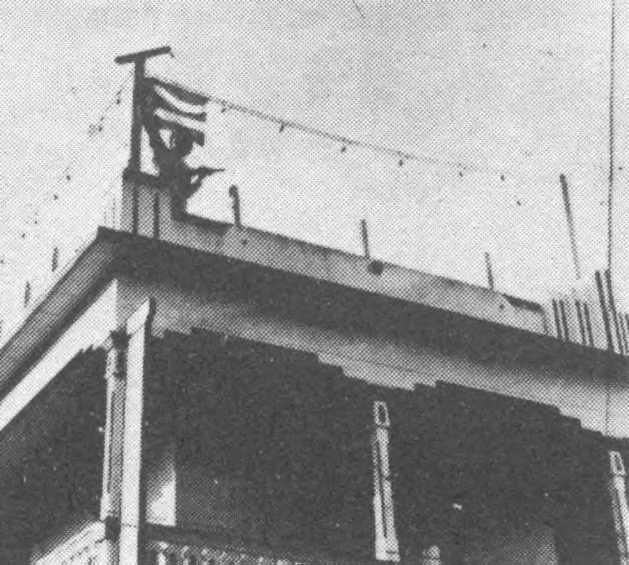
Bandera de Puerto Rico quitada por un soldado americano tras el levantamiento de Jayuya en 1950.

El primer incidente de las revueltas sucedió en las horas antes del amanecer del 29 de octubre. La policía insular de la ciudad rodearon la casa de la madre de Melitón Muñiz Santos, el presidente del Partido Nacionalista de Peñuelas en el barrio Macaná, con el pretexto de estar almacenando armas para la revuelta nacionalista. Sin previo aviso, la policía disparó sobre la casa y a se entabló un tiroteo entre ambas facciones. Murieron dos nacionalistas y seis policías fueron heridos. Fueron arrestados los nacionalistas Meliton Muñoz Santos, Roberto Jaume Rodríguez, Estanislao Lugo Santiago, Marcelino Turell, William Gutirrez y Marcelino Berrios y se les acusó de participar en una emboscada contra la policía insular.
En Jayuya, Canales y los Torresolas llevaron a los nacionalistas armados a la ciudad y atacaron el cuartel de la policía. Hubo disparos, murió un policía, tres fueron heridos y los otros se rindieron. Los nacionalistas cortaron las líneas telefónicas y quemaron la oficina de correos. Canales llevaron entonces al grupo a la plaza mayor, donde izaron la versión azul claro de la bandera de Puerto Rico, frente a la impuesta por ley por los EE. UU. entre 1948 y 1957. En la plaza mayor, Canales dio un discurso y declaró la independencia de la isla.
Estados Unidos declaró la ley marcial y atacó la ciudad con aviones de bomberos, artillería de tierra, fuego de mortero, granadas, tropas de infantería y la Guardia Nacional. Los aviones dispararon a casi todos los tejados de la ciudad. Los nacionalistas lograron mantenerse tres días, cuando siguieron arrestos masivos.
Aunque se destruyó una amplia parte de Jayuya, se evitó la difusión de la noticia de esta acción militar más allá de Puerto Rico. Este evento fue informado como "incidente entre puertorriqueños" por parte de los medios de comunicación norteamericanos. Como respuesta, los nacionalistas Oscar Collazo y Griselio Torresola decidieron asesinar al presidente Harry S. Truman. El 1 de noviembre de 1950 atacaron la Blair House, lugar de Washington D. C. donde se hallaba Truman.

## Los preparativos para el intento de asesinato
Griselio Torresola venía de una familia que creía en la causa de la independencia puertorriqueña, mientras Óscar Collazo llevaba participando en el movimiento desde su niñez. Se encontraron en Nueva York y se hicieron buenos amigos.
El 30 de octubre de 1950 recibieron la noticia de que había fracasado el levantamiento de Jayuya, dirigidos por la nacionalista Blanca Canales. La hermana de Torresola resultó herida y su hermano Elio había sido arrestados. En vistas de esto y la matanza masiva sucedidos en Utuado, Jayuya y otras ciudades por todo Puerto Rico, Collazo y Torresola optaron por asesinar al presidente Truman.
Los dos hombres se dieron cuenta de que el intento era casi suicida y de que probablemente morirían. Esperaban llamar la atención mundial a las matanzas masivas que estaban sucediendo en Puerto Rico y realizar su sueño de independencia. Torresola, un hábil tirador, entrenó a Collazo para disparar. Ambos se familiarizaron con el área de alrededor de la Blair House. Truman residió allí la mayor parte de su presidencia, dado que se habían encontrado serios defectos estructurales en el interior de la Casa Blanca justo enfrente de la avenida, siendo completamente hecho pedazos y reconstruido.

## El atentado

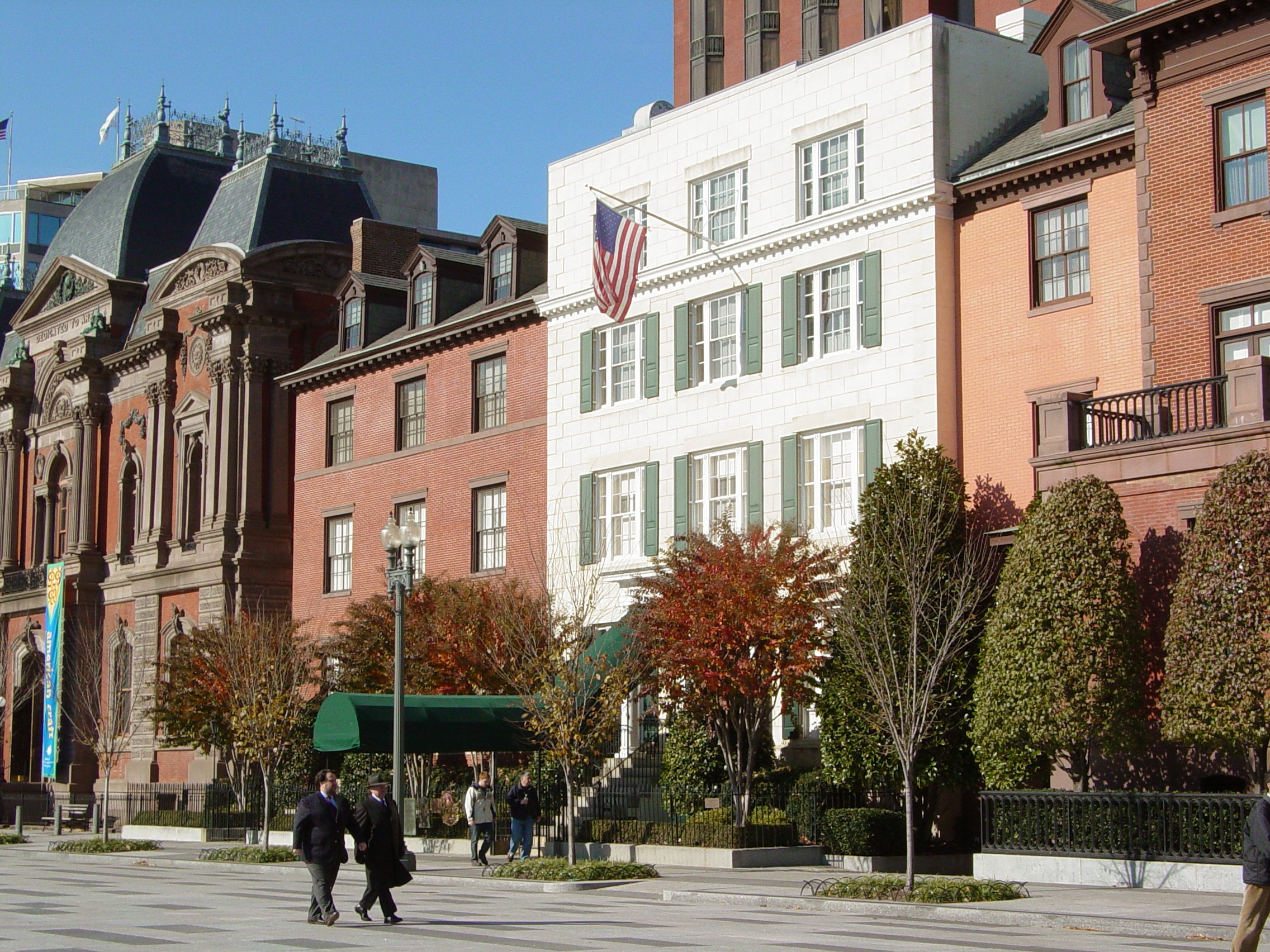
Blair House, lugar del atentado, tal y como se encuentra hoy en día.
En tiempos del atentado, había dos cabinas policiales enfrente, no presentes hoy en día.

Torresola subió la avenida Pensilvania desde la parte oeste. Mientras tanto, su compañero Óscar Collazo se dirigía al oficial de policía del Capitolio Donald Birdzell de camino a la Blair House; acercándose a Birdzell por detrás, Collazo sacó una pistola Walther P38, apuntó a la espalda del policía y tiró del gatillo, pero como no la había recargado, el arma no disparó. Tras aporrearle con la pistola y dejarse caer con él, Collazo consiguió recargar y disparar el arma justo cuando Birdzell se estaba dando la vuelta hacia él, hiriendo al oficial en la rodilla derecha.
En las cercanías, el agente especial del Servicio Secreto Floyd Boring y el oficial de la policía de la Casa Blanca Joseph Davidson oyó el disparo e inmediatamente abrió fuego sobre Collazo con su revólver Colt Detective Special. Posteriormente se dijo que Boring permaneció detrás para disparar con mayor puntería, mientras la mayoría de los demás oficiales dispararon con armas de doble tiro en cuanto tuvieron oportunidad.
Collazo contestó a los disparos pero se quedó sin munición, dado Birdzell ya herido intentó sacar su arma y unirse al tiroteo. Poco después, Collazo fue alcanzado por dos balas del calibre .38 en la cabeza y el brazo derecho, mientras otros oficiales se apresuraron a unirse.

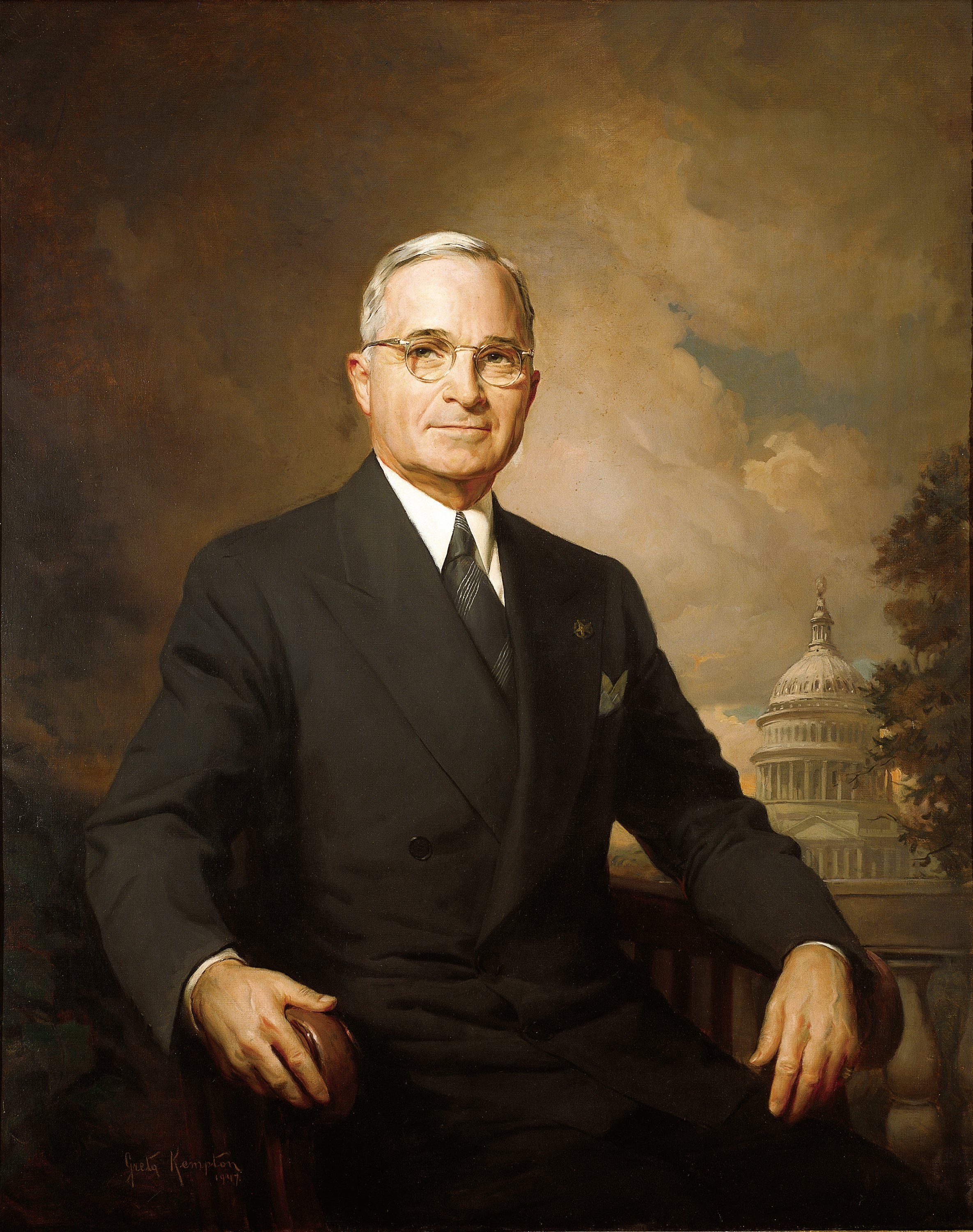
Harry S. Truman.

Mientras tanto, Torresola se acercó a una cabina policial en la esquina oeste de la Blair House y vio al agente Leslie Coffelt sentado dentro. En una posición para disparar a dos manos, Torresola se giró rápidamente a la entrada de la garita. Puesto que los turistas paraban a menudo en este puesto a preguntar información, cogió a Coffelt por sorpresa. Torresola efectuó cuatro disparos a corta distancia con una Luger de 9 mm. Tres de los tiros alcanzaron Coffelt en el pecho y abdomen, y el cuarto le atravesó el uniforme. Coffelt se desplomó en la silla, herido mortalmente.
Torresola disparó entonces al policía Joseph Downs en la cintura, antes de que Downs pudiera sacar su arma. Downs se volvió hacia la casa y recibió dos disparos más de Torresola, en la espalda y en el cuello. Downs fue tambaleándose hacia el sótano, cayó dentro y dio un portazo tras él, impidiendo a Torresola entrar en la Blair House.

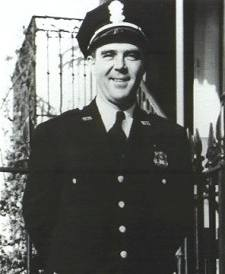
El agente de la Casa Blanca Leslie W. Coffelt.

Torresola focalizó entonces su atención en el tiroteo entre su compañero Collazo y varios agentes de policía. Apuntó y disparó al agente Donald Birdzell en la rodilla izquierda desde una distancia aproximada de 40 pies. Con disparos en ambas rodillas, Birdzell ya no era capaz de permanecer de pie y se vio totalmente incapacitado (se recuperaría posteriormente). Poco después, Collazo, gravemente herido, una bala de Davidson le dio de rebote, quedando también fuera de juego.
Torresola se dio cuenta de que se había quedado sin munición. Se volvió a los escalones izquierdos de la Blair House mientras recargaba su Luger. Al mismo tiempo, el presidente Truman, que estaba durmiendo la siesta en la cama, en la segunda planta, se despertó con el sonido de los disparos. Truman se asomó a la ventana, la abrió y miró hacia afuera. Desde donde se encontraba recargando Torresola, había una distancia de treinta y un pies hasta la ventana de Truman.
En esos mismos momentos, Coffelt que estaba mortalmente herido, salió tambaleándose de la garita, apoyó su cuerpo contra ella y apuntó con su revólver de calibre .38 a Torresola, quien se encontraba aproximadamente a 30 pies. Coffelt amartilló su revólver y disparó, alcanzando a Torresola dos pulgadas por encima de la oreja, matándolo al instante. Coffelt fue llevado al hospital y murió cuatro horas después.
No se sabe si Torresola vio a Truman cuando miraba por la ventana. Si Torresola le vio, entonces Coffelt podía haber salvado la vida de Truman disparándole y sacrificando la suya propia en ello.
El tiroteo en que se vio involucrado Torresola duró cerca de 20 segundos, mientras que el que hubo con Collazo duró sobre 38,5 segundos. Solo un disparo efectuado por Collazo alcanzó a alguien, mientras que el resto del daño se debió a Torresola.

## Repercusiones
El presidente Truman y el Secretario de Estado pidieron a la viuda de Coffelt, Cressie E. Coffelt, que fuera a Puerto Rico, donde recibió las condolencias y pésames de varios líderes y personas puertorriqueñas. Mrs. Coffelt respondió con un discurso eximiendo a la gente de la isla de culpa por los actos de Collazo y Torresola.
Oscar Collazo fue condenado a muerte, que fue conmutada posteriormente por Truman a cadena perpetua. Esta sentencia fue conmutada por el presidente Jimmy Carter a tiempo servido en 1979, y Collazo fue liberado y devuelto a Puerto Rico. Murió en 1994.
La mujer de Collazo, Rosa, también fue arrestada por el FBI por sospecha de conspiración con su marido en el atentado y mandada ocho meses a una prisión federal. Tras su salida de la cárcel, Rosa continuó trabajando con el Partido Nacionalista. Ayudó a reunir 100 000 firmas en un intento de salvar a su marido de la silla eléctrica.
A día de hoy, en el interior de la Blair House, una placa conmemora el sacrificio, heroísmo y fidelidad del agente de policía Leslie Coffelt por su trabajo y su país. La sala de estar para la División Uniformada del Servicio Secreto en la Blair House debe su nombre a Coffelt también.